# Росія (назва)

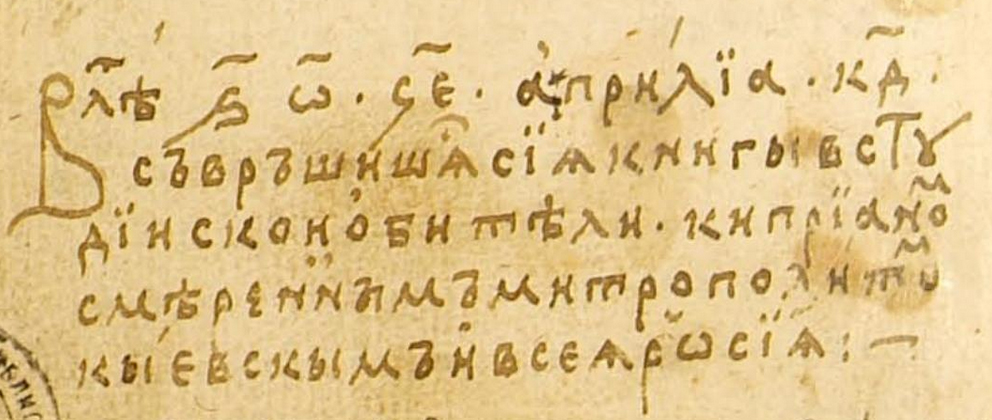
Перша відома згадка слова «Русія» кирилицею — напис на останній сторінці Ліствиці Іоанна Синайського, переписаною митрополитом Кіпріаном: «В літо 6895 [1387], априліа 24, соврошилаяся ця книга в Студійськой обителі Кіпріаном смеренним митрополитом Києвским і всієї Русія» (РДБ. Ф. 173/1. № 152.)

Ро́сі́я (грец. Ρωσία, трансліт. Rosía) — греко-візантійська назва Русі, яка стала запозиченою назвою Московії. Через православно-книжкову культуру вживалася в східнослов'янських мовах як певний синонім Русі. У зв'язку з її прийняттям у Московії на офіційному рівні термін протягом кількох століть використовувався в двох значеннях — державно-політичному та етнокультурному (щодо всіх історичних земель руської метрополії). У наш час використовується тільки в державно-політичному значенні щодо Російської Федерації.

## Історія
Перша письмова згадка терміну «Росія» датована серединою X століття. Вона зустрічається у творах візантійського імператора Костянтина Багрянородного «Про церемонії» і «Про управління імперією» як грецька назва Русі. У ранніх пам'ятках Русі цього терміну немає. У них вживалися слова «Русь» (це був також етнонім) і «Руська земля».

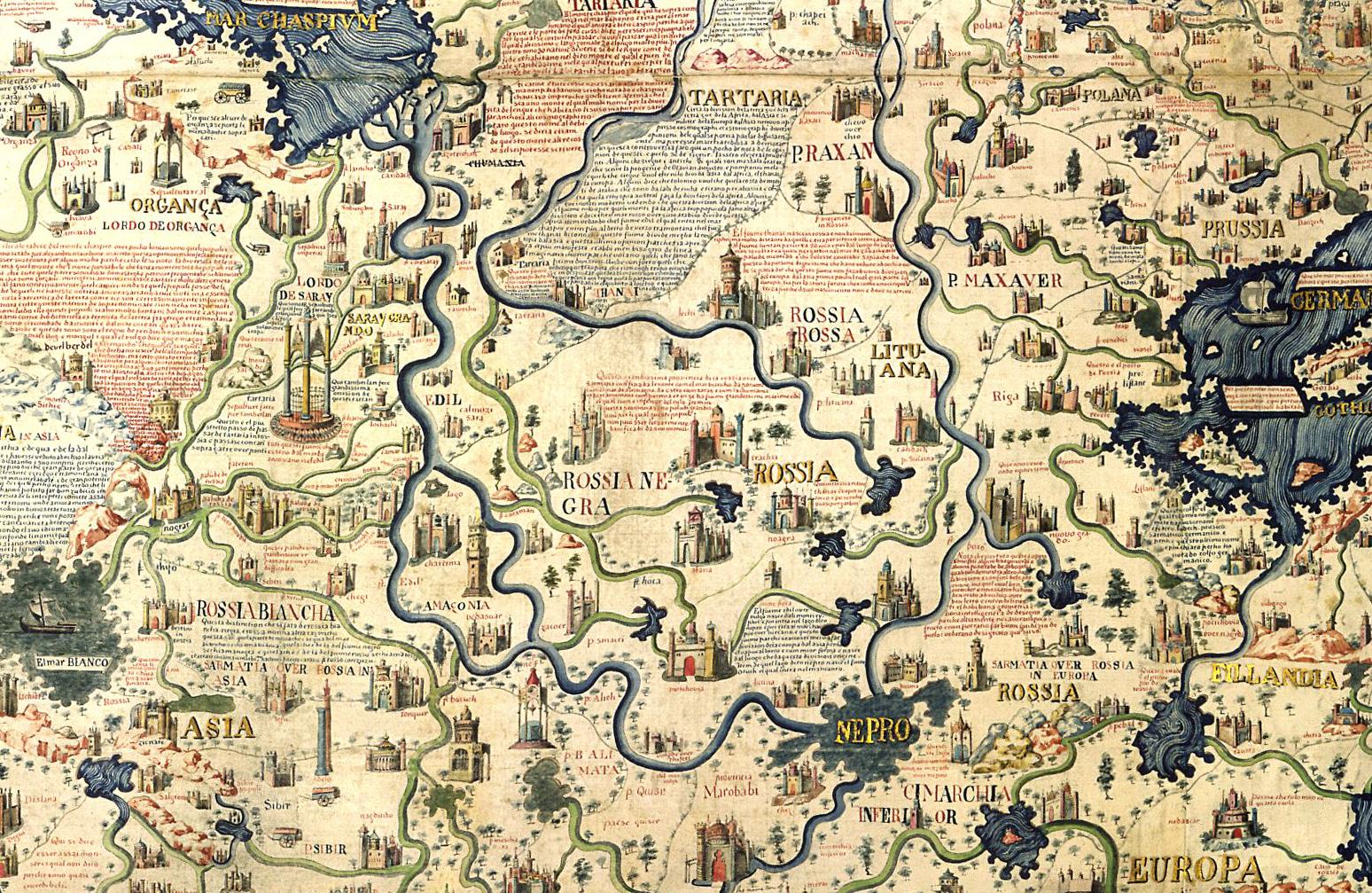
Русь на карті Фра Мауро (1459).

У середньовічних західноєвропейських джерелах форма Rossia, перейнята з Візантії, зустрічається починаючи з XII століття поряд з формами Russia, Ruscia, Ruzzia, рідше Ruthenia. Форма Rossia зустрічається в латиномовних текстах Марко Поло, Гільома де Рубрука, на ряді карт південноєвропейського походження XIV—XV століть, в тому числі в Каталонському атласі і на карті Фра Мауро. Існував ще ряд варіацій назви Русі з буквою «о» в корені (наприклад, Rosie у Андреа Б'янко).
У кириличної записи слово «Русия» (Рѡсїѧ) було вперше вжито 24 квітня 1387 року в Константинополі в титулі митрополита Кипріяна, власноруч підписався як «митрополит Київський і всієї Русія». У Заліссі XV—XVI століть назву «Русія» поряд з формою «Росія», що вперше з'явилося в XIII столітті (і збереглося в сербохорватській та болгарській донині), увійшло в усе більше вживання і поступово завоювало собі місце в офіційних документах. На деяких монетах Івана III і Василя III є вже напис: «Господар всієї Росії». У Максима Грека вперше зустрічається етнонім «росіяни». Після вінчання Івана IV на царство в 1547 році, держава отримала претензійну назву Російське царство. При цьому Іван Грозний називав себе власником кількох царств — Російського, Казанського і Астраханського. Але вже на межі XVI—XVII століть терміни «Російське царство» або «всієї Великої Русії» охоплювали всю сукупність займаних московськими монархами престолів (казанський, астраханський і т. д.).

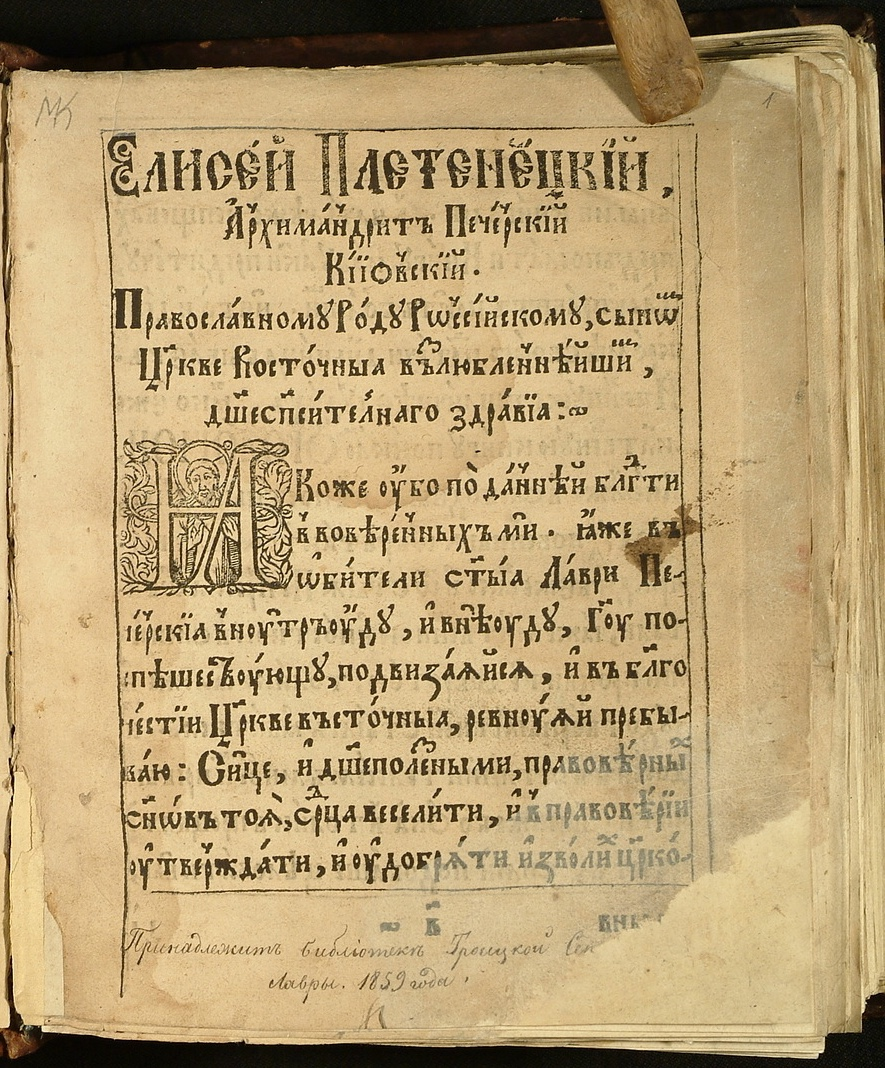
«Часослов» (1616), перша друкована книга видана в Києві, у передмовах називає територію Русі «Россією»

Починаючи з 1580-х років в середовищі галицького православного співтовариства і Львівського Успенського братства намітилася тенденція називати Русь і весь простір православної церкви київської традиції в еллінізованій формі — Росія, а її народ, відповідно, росіянами чи народом російським. Вибір цієї форми був свідомою демонстрацією орієнтації на Константинопольський патріархат і грецьку спадщину на противагу. Грецькомовна традиція, що на той час вже пустила коріння в Московській державі, поширилася з Галичини на Середнє Подніпров'я, проте в самій Галичині була згодом витіснена під католицьким впливом. Для конкретизації та вирізнення православних земель Речі Посполитої від володінь царя, в працях ряду галицьких і київських духовних діячів, таких як Іван Вишенський, Іов Борецький, Захарія Копистенський або Інокентій Гізель, стає характерним вживання терміна «Мала Росія», який походить від більш ранньої візантійської традиції розрізняти Малу і Велику Русь.
Після Переяславської угоди і союзу Війська Запорозького з Московською державою, а також завоювання білоруських земель Речі Посполитої цар Олексій Михайлович іменувався в титулі «всієї Великої і Малої і Білої Русії самодержцем». У цю епоху слово «Росія» вже стало майже загальноприйнятим для позначення претензії на спадок Русі, хоча продовжував використовуватися і варіант «Русія». В обох варіантах, в умовах характерного для допетровського часу відсутності стандартизації, варіювалися написання з однією і з двома буквами «с». Остаточне затвердження написання через «о» і з двома «с» відбулося в епоху Петра I, який проголосив в 1721 році Російську імперію.
У XX столітті в зв'язку з розпадом Російської імперії намітилося розбіжність значень термінів «Росія» і «Русь». Якщо до 1917 р. термін Південно-Західна Русь вільно взаємнозамінювався з терміном «Південно-Західна Росія», то згодом термін «Росія» зберіг за собою виключно державно-політичне значення відповідно до меж РРФСР і Російської Федерації.